# Lörtsy
Lörtsy (pronunciación finlandesa: [ˈlørtsy]) es un pastel delgado con forma de media luna originalmente inventado en Savonlinna, en el este de Finlandia. Se puede hacer con una variedad de rellenos; los más comunes son un relleno de carne salada o un relleno de manzana dulce.
Un lörtsy de carne contiene un relleno de carne y arroz similar al pastel de carne finlandés. Los vendedores ambulantes pueden ofrecerlo con los mismos condimentos que el pastel de carne, como un pepino encurtido y cebolla cruda picada, y con un hot dog opcional. Cuando se sirve con condimentos en la calle, se dobla alrededor de ellos como un taco.
El lörtsy de manzana contiene una mermelada de manzana dulce y se parece a una rosquilla de mermelada.
El lörtsy está asociado con el este de Finlandia, particularmente la región alrededor de Savonlinna, pero hoy en día se puede encontrar en toda Finlandia a través de vendedores ambulantes y en algunos supermercados.